# Baryspira
Baryspira là một chi ốc biển cỡ trung bình, là động vật thân mềm chân bụng sống ở biển trong họ Olividae, họ ốc gạo hoa.

## Các loài
Các loài thuộc chi Baryspira bao gồm:
- Baryspira australis  Sowerby, G.B. I, 1830
- Baryspira longispira Kira, 1955[liên kết hỏng]
- Baryspira urasima  Yokoyama, 1922